# كلود إتيان سافاري

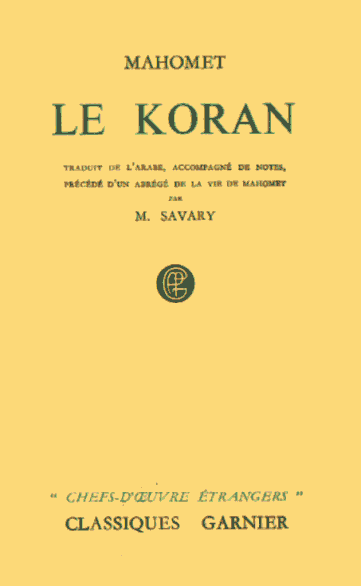
غلاف Le Koran، ترجمة سافاري للقرآن.

كلود إتيان ساڤاري (بالفرنسية: Claude-Étienne Savary)‏ Claude-Étienne Savary (1750 - 1788 م) هو مستشرق فرنسي.
ولد بمدينة فيتري. طاف في أرجاء مصر لثلاثة أعوام. من آثاره: ترجمة فرنسية للقرآن.